# Swin Cash
Swin Cash; a właściwie Swintayla Marie Cash, po mężu Canal (ur. 22 września 1979 w McKeesport) – amerykańska koszykarka, reprezentantka kraju, grająca na pozycji skrzydłowej. Mistrzyni olimpijska z Aten i Londynu. Obecnie dyrektor do spraw rozwoju zawodniczek w klubie New York Liberty.
W 2002 r. zaczęła karierę zawodową w WNBA, w drużynie Detroit Shock. W 2012 r. została zawodniczką Chicago Sky.
7 maja 2014 w wymianie za Courtney Clements przeszła do Atlanty Dream. 9 lipca 2014 trafiła w ramach wymiany do New York Liberty w zamian za DeLishę Milton-Jones.
Jest jedną z zaledwie ośmiu zawodniczek, które posiadają na swoim koncie mistrzostwo olimpijskie, świata, NCAA i WNBA, pozostałe to: Sue Bird, Tamika Catchings, Cynthia Cooper, Maya Moore, Sheryl Swoopes, Diana Taurasi i Kara Wolters.

## Osiągnięcia

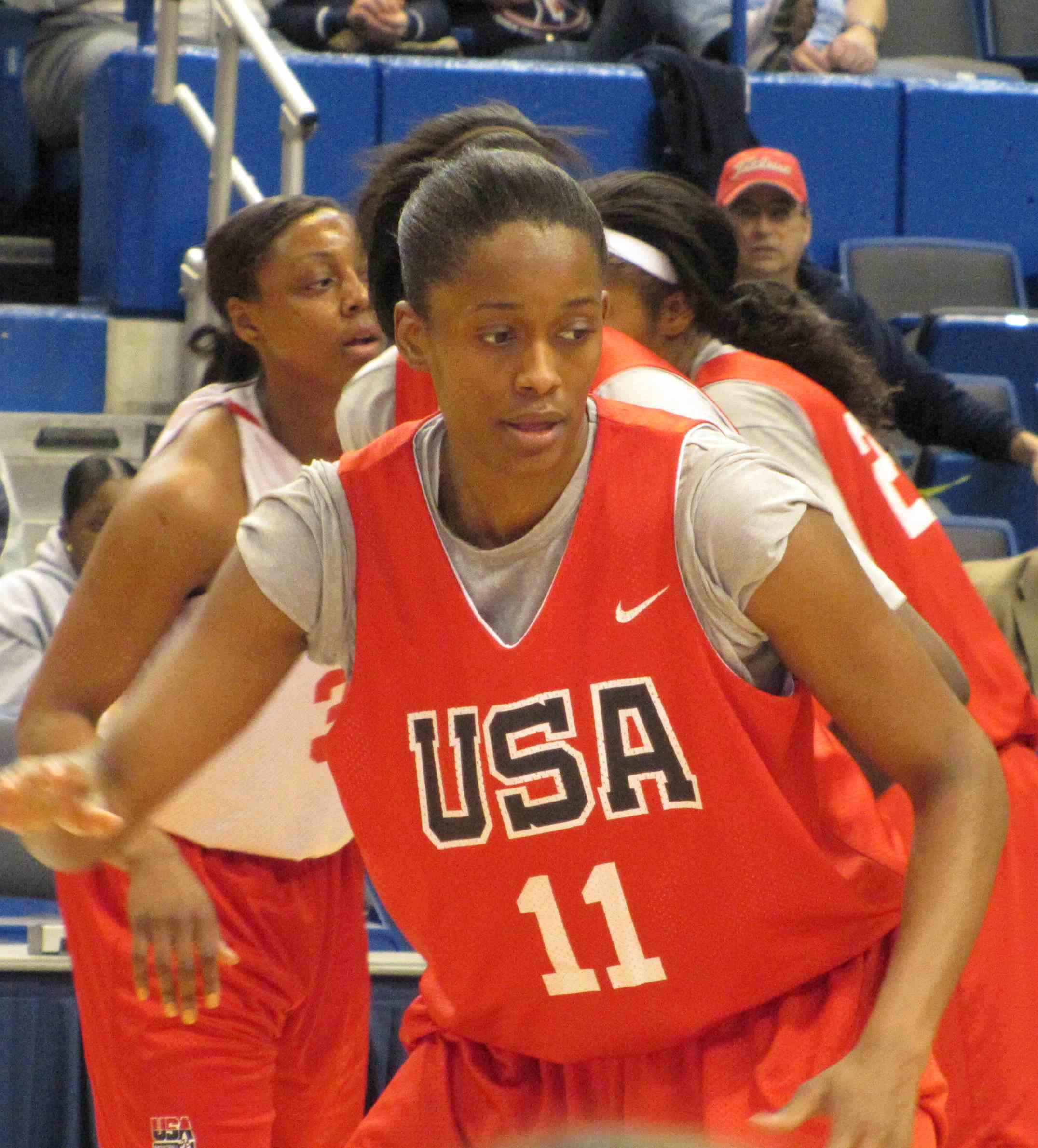
Cash podczas treningu kadry USA (2010).

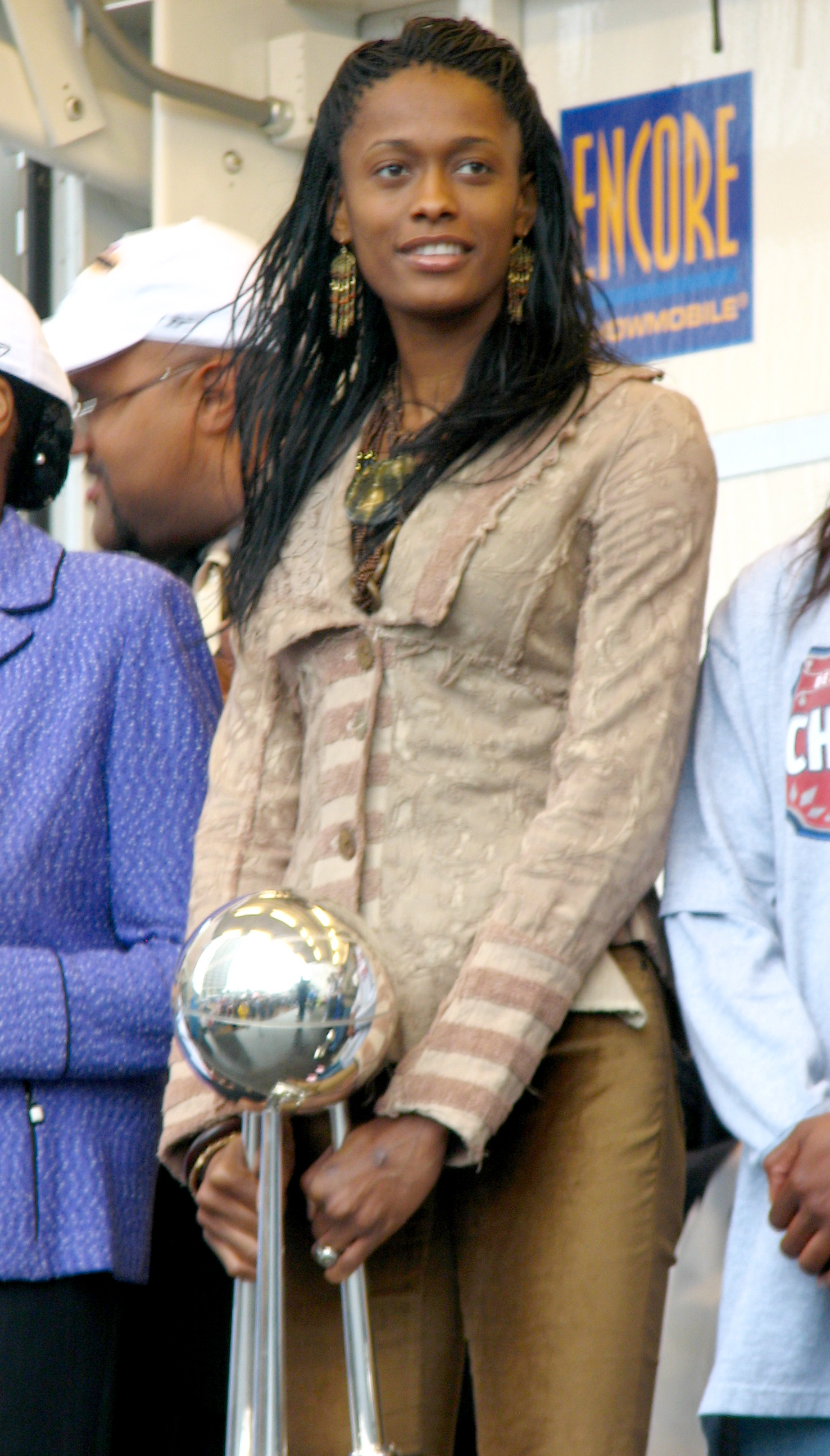
Cash z pucharem mistrzyni WNBA w 2006.

Na podstawie, o ile nie zaznaczono inaczej.

### NCAA
- Mistrzyni:
  - NCAA (2000, 2002)
  - turnieju konferencji Big East (1999–2002)
  - sezonu regularnego Big East (1999–2002)
- Uczestniczka rozgrywek:
  - NCAA Final Four (2000, 2001, 2002)
  - Sweet 16 turnieju NCAA (1999–2002)
- Most Outstanding Player (MOP=MVP) turnieju kobiet NCAA (2002)
- Zaliczona do:
  - I składu All-American (2002 przez Kodak/WBCA, USBWA - U.S. Basketball Writers Association)
  - II składu All-American (2002 przez Associated Press)
  - składu honorable mention All-American (2001przez Associated Press )

### WNBA
- Mistrzyni WNBA (2003, 2006, 2010)
- Wicemistrzyni WNBA (2007)
- MVP meczu gwiazd WNBA (2009, 2011)[7]
- Uczestniczka meczu gwiazd:
  - WNBA (2003, 2005, 2009, 2011)
  - WNBA vs. USA Basketball:
    - Radio City Music Hall (2004)
    - Stars at the Sun (2010)
- Laureatka Kim Perrot Sportsmanship Award (2013)
- Zaliczona do:
  - II składu:
    - WNBA (2003, 2004)
    - defensywnego WNBA (2011)

  - składu:
    - WNBA Top 20@20 (2016 – 20. najlepszych zawodniczek w historii WNBA)
    - WNBA 25th Anniversary Team (2021)[8]

### Drużynowe
- Mistrzyni:
  - Rosji (2004)
  - Czech (2009)

### Indywidualne
- Debiutantka roku NWBL (2003)
- Zwyciężczyni konkursu NBA Shooting Stars (2007, 2013–2015)

### Reprezentacja
- Mistrzyni:
  - świata (2010)
  - olimpijska (2004, 2012)
  - Ameryki (2007)
  - turnieju:
    - UMMC Jekaterynburg International Invitational (2009)
    - Opals World Challenge (2006)
- Wicemistrzyni turnieju Good Luck Beijing (2008)